# Spoorlijn Buzy - Laruns-Eaux-Bonnes-Les Eaux-Chaudes
De spoorlijn Buzy - Laruns-Eaux-Bonnes-Les Eaux-Chaudes was een Franse spoorlijn van Buzy naar Laruns. De lijn was 19,0 km lang en heeft als lijnnummer 665 000.

## Geschiedenis
De lijn werd geopend door de Compagnie des Chemins de fer du Midi op 30 juni 1883. 

## Aansluitingen
In de volgende plaats was er een aansluiting op de volgende spoorlijn:
Buzy-en-Béarn
RFN 664 000, spoorlijn tussen Pau en Canfranc

## Elektrische tractie
De lijn werd in 1928 geëlektrificeerd met een gelijkspanning van 1500 volt. Tussen Arudy en Laruns-Eaux-Bonnes-Les Eaux-Chaudes werd de bovenleiding in 1971 afgebroken, het traject tussen Buzy en Arudy volgde in 2004.

## Galerij

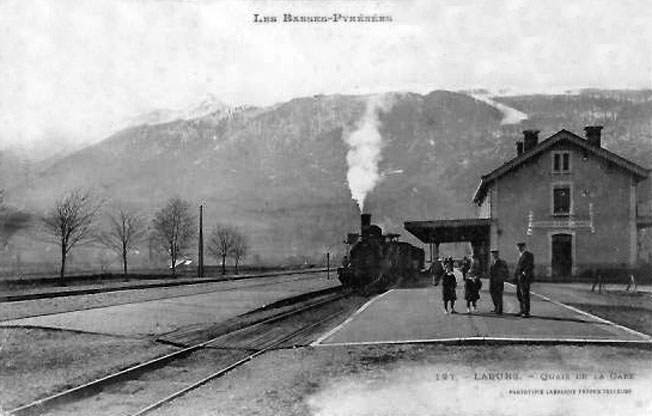
Station Laruns - Eaux-Bonnes rond 1900.